# Юлемисте
Юлемисте (на естонски: Ülemiste järv) е най-голямото от езерата, заобикалящи естонската столица Талин.
То е основната част от водоснабдяващата система на Талин, от която по-голямата част от града черпи питейната си вода. Водата в езерото идва предимно от реките Курна и Пирита (посредством канала Васкяла – Юлемисте).
Талинското летище Ленарт Мери се намира на източния бряг на езерото и самолети редовно излитат и кацат над езерото. Летището поддържа необходимата екипировка за изваждането на разбил се в летището самолет спрямо регулациите на Международната организация за гражданска авиация.
Талинската водоснабдителна компания AS Tallinna Vesi има пречиствателна станция на северния бряг на езеорото, която снабдява града с 90% от питейната вода. Останалите 10 % идват от подземни извори, които се поддържат като резервен вариант, в случай, че езерото, което би могло да снабдява целия град с питейна вода, бъде замърсено. Рискът за това не е пренебрежим поради близостта на летище Талин до езерото.
На 18 март 2010 г. самолет „Антонов Ан-26“ на DHL каца принудително върху заледеното езеро. Никой от шестчленния екипаж не е ранен, но 1,5 тона гориво изтичат във водата. Цялото замърсяване впоследствие е премахнато.
Езеро Юлемисте попада в талинския централен квартал Кесклин (Kesklinn).

## Галерия
- Поглед от въздуха
- Линдакиви пред пречиствателната станция
- Антонов Ан-26, принудително кацнал върху заледеното езеро на 18 март 2010 г.
- Изглед

|  | Тази страница частично или изцяло представлява превод на страницата Lake Ülemiste в Уикипедия на английски. Оригиналният текст, както и този превод, са защитени от Лиценза „Криейтив Комънс – Признание – Споделяне на споделеното“, а за съдържание, създадено преди юни 2009 година – от Лиценза за свободна документация на ГНУ. Прегледайте историята на редакциите на оригиналната страница, както и на преводната страница, за да видите списъка на съавторите. ВАЖНО: Този шаблон се отнася единствено до авторските права върху съдържанието на статията. Добавянето му не отменя изискването да се посочват конкретни източници на твърденията, които да бъдат благонадеждни. |